# امامزاده هاشم (رشت)
امامزاده هاشم، روستایی است از توابع بخش سنگر شهرستان رشت در استان گیلان ایران،است.این روستا به علت وجود «حرم امامزاده هاشم» و همچنین گذشتن آزادراه قزوین-رشت از کنار آن مورد توجه قرار دارد .
پل امام زاده هاشم که بر روی سفید رود قرار دارد ، باعث دسترسی روستا های براگور ، کندلات ، شهربیجار و... به اتوبان و رفت و آمد راحت آنان به  مرکز استان و دیگر مراکز شهرستان میشود . و محل فوت سیروس قایقران

## جمعیت
این روستا در دهستان سراوان قرار دارد و بر اساس سرشماری مرکز آمار ایران در سال ۱۳۸۵، جمعیت آن ۲۳۹۵ نفر (۶۶۲خانوار) بوده‌است.